# سندرم چرگ اشتراوس
سندروم چرگ اشتراوس یا گرانولوماتوز آلرژیک یک نوع بسیار نادر واسکولیت در کودکان است که اختلال اصلی واکنش خودایمنی در عروق متوسط و کوچک است. 

## شیوع
شیوع این بیماری تقریباً ۰/۵ تا ۶/۸ در هر یک میلیون نفر است و سن شایع تشخیص در ۴۸ سالگی است، توزیع بیماری در هر دو جنس برابراست.
این بیماری در ۳ مرحله  پیشرفت می‌کند:
- مرحله مقدماتی با علایم آسم،رینیت‌آلرژیک، و با یا بدون پولیپ سینوس
- مرحله ائورینوفیلی در این مرحله ائوزینوفیل‌ها با یا بدون تشکیل گرانولوم در بافت‌هایی مانند ریه، قلب و دستگاه گوارش گسترش می‌یابند.
- مرحله سیستمیک این مرحله معمولاً ۳ تا ۴ سال بعد اولین حملهٔ آسم رخ می‌دهد و واسکوالیت نکروزان در پوست، کلیه، اعصاب محیطی گسترش می‌یابد.[۱]

## علائم بیماری
در این بیماری واسکولیت خودایمنی در عروق کوچک و متوسط منجر به نکروز می‌شود. این بیماری اغلب عروق ریه (علائم مشابه آسم)دستگاه گوارش و عروق اعصاب محیطی را درگیر میکند، اما قلب، کلیه و پوست نیز ممکن است گرفتار شوند.این بیماری نادر وراثتی یا قابل انتقال نیست.
در بافتهای گرفتار گرانولوسیتهای نوع ائوزینوفیل و گرانولوم دیده می‌شوند. همچنین افزایش سطح خونی آنتی بادیهای سیتوپلاسمی آنتی نوتروفیل (ANCA) از نوع p را داریم. معمولاً ابتدا شروع بیماری شبیه آلرژی و سینوزیت است سپس شکل آسم پیدا می‌کند و نهایتاً اندامهای مختلف درگیر می‌شوند.

## درمان
اساس درمان بر داروهای سرکوب‌کننده ایمنی به خصوص گلوکوکورتیکوئیدها و نیز داروهایی مانند آزاتیوپرین و سیکلوفسفامید استوار است.